# Les Granges-Gontardes
Les Granges-Gontardes är en kommun i departementet Drôme i regionen Auvergne-Rhône-Alpes i sydöstra Frankrike. Kommunen ligger i kantonen Pierrelatte som tillhör arrondissementet Nyons. År 2022 hade Les Granges-Gontardes 692 invånare.

## Befolkningsutveckling
Antalet invånare i kommunen Les Granges-Gontardes
Referens:INSEE